# Осред I
Осред I (англ. Osred I; 697—716) — король Нортумбрии в 705—716 годах из династии Идингов.

## Биография
Осред I, сын Элдфрита, наследовал престол в восьмилетнем возрасте и вначале находился под опекой влиятельного элдормена Бертфрита.
Пользуясь малолетством короля, восстал некий Эдвульф, который пожелал завладеть короной. Вероятно, он был отпрыском какой-нибудь побочной ветви королевского дома и имел некоторые права на корону. Осред и его приближённые укрылись в крепости Бамборо. Эдвульф осадил их в этой крепости, но медлительность осады дала время Бертфриту собрать силы и вступиться за законного государя. От Эдвульфа отступили его единомышленники, он, находясь в великом смятении, снял осаду и отступил. Бертфрит выступил из Бамборо и пустился за ним в погоню. В конце концов, в феврале или марте 705 года, Эдвульф был вынужден бежать в Дал Риаду, где и умер в 717 году, а на престол Нортумбрии был посажен малолетний Осред.
Когда Осред достиг совершеннолетия и сам начал властвовать, то он впал в нечестивое и распутное житие, а тем более возымел малое уважение к монахам, что тогда почиталось за самое главное безбожие. Беззаконно он привлекал монахинь к прелюбодеянию, а тех, кто не хотел склониться к этому добровольно, привлекал силой.
Коэнред, происходивший от одного из побочных сыновей короля Берниции Иды Огги, и младший сын Элдфрита Осрик, видя, как презирают и ненавидят Осреда его подданные, с помощью духовенства составили против него заговор. Мятежники так усилились, что пошли против короля войной, на которой он и был убит на девятнадцатом году от рождения и одиннадцатом году правления.